# Psychopathic Rydas
Psychopathic Rydas é um grupo de hip hop norte-americano em Detroit, Michigan. Formado em 1999, o grupo é composto por rappers Psychopathic Records-associadas que executem sob nomes artísticos alternativos no estilo de rap gangsta. A formação atual do grupo é composto por Insane Clown Posse, Twiztid Drive-By.

## Discografia

### Álbuns de estúdio
- 2001 - Ryden Dirtay
- 2001 - Pendulum
- 2004 - Check Your Shit In Bitch!
- 2004 - Limited Edition
- 2007 - Duk Da Fuk Down
- 2011 - EatShitNDie
- 2011 - Backdoor Ryda
- 2016 - T.B.A.